# Smålands runinskrifter NOR2002;25
Smålands runinskrifter NOR2002;25 är ett runstensfragment som återfanns vid vägarbete i Tovhult i Bredaryds socken i Jönköpings län. Fyndet gjordes cirka fyra meter norr om en väg i en avsats i hagmark ner mot vattendraget Yxabäcken. Enligt markägaren hittades fragmentet redan på 1950-talet i samband med dikesgrävning intill bäcken. Stenen stod i dikeskanten och flyttades några meter för att tjäna som trappsten till ett stängsel. Den är numera placerad på Jönköpings läns museum.

## Inskriften
Translitterering av runraden:
... ...tin knut... ...
Normalisering till fornvästnordiska:
... [s]tæin/...[s]tæinn, Knut[r] ...
Översättning till nusvenska:
sten/...-sten, Knut ...
Stenen liknar i utseendet Sm 48. Namnet Knut i nominativ (knutr) finns belagt på Sö 217, N 184, U 38, U 92, U 344, U 818, U 1149, U Fv1953;266, U Fv 1992;159b(?), Vs 15A.